# Hynek Fajmon
Hynek Fajmon (ur. 17 maja 1968 w Nymburku) – czeski polityk i samorządowiec, były poseł, deputowany do Parlamentu Europejskiego V (w 2004), VI i VII kadencji.

## Życiorys
W 1992 ukończył studia z zakresu filozofii na Uniwersytecie Karola w Pradze. Kształcił się następnie w Akademii Dyplomatycznej w Wiedniu oraz w London School of Economics.
W 1990 został członkiem zarządu miasta Lysá nad Labem. W latach 90. pracował także w dyplomacji oraz jako doradca ministra obrony ds. NATO. W okresie 1998–2001 sprawował urząd starosty, następnie przez rok wicestarosty. W 1991 wstąpił do Obywatelskiej Partii Demokratycznej. W 2001 został wybrany do rady wykonawczej tej partii. W tym samym roku uzyskał mandat deputowanego do czeskiej Izby Poselskiej, który sprawował przez trzy lata.
Od 2003 był obserwatorem w Parlamencie Europejskim, a od maja do lipca 2004 deputowanym V kadencji w ramach delegacji krajowej. W 2004 z listy ODS został europosłem VI kadencji, w wyborach w 2009 z powodzeniem ubiegał się o reelekcję. W VII kadencji objął stanowisko skarbnika grupy Europejskich Konserwatystów i Reformatorów, został członkiem Komisji Rolnictwa i Rozwoju Wsi.